# Ибанешти-Падуре (Муреш)
Ибанешти-Падуре (рум. Ibănești-Pădure) насеље је у Румунији у округу Муреш у општини Ибанешти Падуре. Oпштина се налази на надморској висини од 583 m.

## Становништво
Према подацима из 2002. године у насељу је живело 435 становника, од којих су сви румунске националности.